# Mathias Wecxsteen
Mathias Wecxsteen (15 marzo 1980) è un ex sciatore freestyle francese.

## Palmarès

### Mondiali
- 1 medaglia:
  - 1 oro (halfpipe a Ruka 2005)

### Coppa del Mondo
- Miglior piazzamento in classifica generale: 2º nel 2004
- Vincitore della Coppa del Mondo di halfpipe nel 2004
- 2 podi:
  - 2 vittorie

#### Coppa del Mondo - vittorie
| Data             | Luogo        | Paese    | Disciplina |
| ---------------- | ------------ | -------- | ---------- |
| 22 novembre 2003 | Saas-Fee     | Svizzera | HP         |
| 13 marzo 2004    | Bardonecchia | Italia   | HP         |

Legenda:

HP = Halfpipe